# Lanostérol
Le lanostérol est une molécule organique qui joue un rôle central dans la formation des stéroïdes. On la retrouve à travers la grande majorité du vivant (les animaux, les champignons, les plantes et un grand nombre de bactéries).
Chimiquement, c'est un triterpène tétracyclique, issu de la cyclisation du squalène (triterpène linéaire). C'est le produit final de la voie du mévalonate, une voie métabolique de biosynthèse qui, partant du diméthylallyl-pyrophosphate (DMAPP) et de l'isopentényl-pyrophosphate (IPP), aboutit à la plupart des terpènes, terpénoïdes et stéroïdes.
Il est biosynthétisé à partir du 2,3-oxydosqualène sous l'action de la lanostérol synthase (EC 5.4.99.7).
Le lanostérol est le précurseur des stérols et stéroïdes. Chez les animaux, il est notamment précurseur du cholestérol, et chez les fungi (champignons et levures), de son analogue l'ergostérol.

Version simplifiée de la biosynthèse des stéroïdes mettant en évidence les intermédiaires diméthylallyl-pyrophosphate (DMAPP), isopentényl-pyrophosphate (IPP), géranyl-pyrophosphate (GPP), squalène et lanostérol ; certains intermédiaires ne sont pas représentés.